# Pousade
Pousade (auch Pousada) ist ein Ort und eine ehemalige Gemeinde (Freguesia) im portugiesischen Kreis Guarda. In Pousada leben 118 Einwohner (Stand 30. Juni 2011).
Am 29. September 2013 wurden die Gemeinden Pousade und Albardo zur neuen Gemeinde União das Freguesias de Pousade e Albardo zusammengeschlossen.